# Ritzlihorn
Das Ritzlihorn (auch Ritzlihoren) ist ein 3277 Meter hoher Gipfel in den Berner Alpen in der Schweiz im Südwesten von Guttannen.